# Agnieszka Tabernacka
Agnieszka Tabernacka – polska inżynier, doktor habilitowana nauk technicznych. Specjalizuje się w biologii środowiska oraz biotechnologii środowiska. Adiunkt Zakładu Biologii Wydziału Instalacji Budowlanych, Hydrotechniki i Inżynierii Środowiska Politechniki Warszawskiej.

## Życiorys zawodowy
Studia inżynierskie na Wydziale Inżynierii Środowiska Politechniki Warszawskiej ukończyła w 1998 roku. Stopień doktorski uzyskała w 2004 na podstawie pracy pt. Usuwanie zanieczyszczeń organicznych z gazów metodą biofiltracji, przygotowanej pod kierunkiem prof. Marii Łebkowskiej. Habilitowała się w 2016 na podstawie oceny dorobku naukowego i rozprawy pt. Mikrobiologiczne oczyszczanie gazów z chlorowcopochodnych etenów.
Swoje prace publikowała w takich czasopismach jak m.in. „International Biodeterioration & Biodegradation”, „Central European Journal of Biology”, „Ecological Engineering”, „Journal of Bioscience and Bioengineering", „International Journal of Applied Ceramic Technology" oraz „Journal of Hazardous Materials”.